# Torres Atrio
Las Torres Atrio son un complejo arquitectónico que se construye en Bogotá. Está  previsto que cuenten con el edificio más alto de Colombia. El proyecto está ubicado en el Centro Internacional de la ciudad en el costado nororiental de la intersección de la Avenida Caracas y la Avenida Eldorado. Se ha proyectado que tenga tres usos: oficinas, comercio y hotel. Su diseño comprende  dos torres, la más alta con 67 pisos y la segunda con 44 pisos, con alturas de 268 y 200 metros respectivamente. En su diseño han intervenido los arquitectos Richard Rogers y Giancarlo Mazzanti. El lugar donde se desarrolla el proyecto era un lote destinado a parqueaderos de la zona; además allí se encontraba el Centro de Convenciones Gonzalo Jiménez de Quesada, el cual fue reemplazado durante la construcción.

## Diseño
El complejo Torres Atrio contará con el rascacielos más alto de Colombia de 67 pisos y 268 m, y otro compuesto por una torre de 44 pisos de 200 m. Los materiales predominantes en la construcción del edificio son el vidrio y el acero. El centro del proyecto será una gran alameda peatonal y comercial de 10 000 m², que transformará la plazoleta que hoy existe sobre el centro de convenciones Gonzalo Jiménez de Quesada. Se incorporará a un corredor ambiental integrado por el parque nacional, el de la Independencia, el del Renacimiento y que llegará hasta el Parque Metropolitano Simón Bolívar.
El proyecto busca obtener la certificación LEED en el nivel oro, bajo la categoría de Core y Shell. El diseño incluye aspectos como la luminosidad en la zona a diferentes horas del día y del año, así como la ventilación, para incorporarlos en la planeación de los edificios, con el fin de generar el menor impacto al medio ambiente y reducir costos.

## Construcción
En 2007, el Grupo Chaid-Neme adquirió el lote en la Avenida Caracas con Avenida Eldorado, que era propiedad de Luis Carlos Sarmiento Angulo, donde alguna vez se pensó construir la sede del Banco de la República. En el lugar se pretendía construir un complejo inmobiliario de poca altura, pero cuando se preparaba la etapa de diseño apareció la posibilidad de adquirir el lote adjunto. El Ministerio de Comercio, Industria y Turismo decidió vender el Centro de Convenciones Gonzalo Jiménez de Quesada y el parqueadero contiguo. La unión de todos los lotes permitió conformar uno solo de 17 000 m² con el que se empezó a formar la idea de construir un proyecto mucho más grande que el que se tenía pensado inicialmente.
El proyecto se divide en dos fases: el primer edificio, que se encuentra en construcción, es la torre norte con 50 000 m² de oficinas, 4600 m² de servicios públicos y 1800 m² de venta al por menor. La construcción de la torre sur, que será la más alta, inició su fase de pilotaje recientemente.
El 19 de enero de 2015 empezó a operar la maquinaria encargada de construir la cimentación de las torres. Luego de haber realizado la excavación de los cinco sótanos de la torre norte, el 29 de julio de 2016 se inició la fundición de la losa de cimentación de 2400 m² y 3 m de espesor. La operación se realizó durante 38 horas seguidas en las que se vertieron 7380 m³ de concreto, la mayor cantidad de concreto vertido en Colombia en una jornada continua. Participaron alrededor de 300 personas y se realizaron cerca de 1000 viajes de camiones mezcladores desde seis plantas en diferentes puntos de la ciudad.

## Datos de las torres
- La fachada en vidrio equivaldrá a 15 veces el área de un campo de fútbol.
- Se utilizarán 21 000 toneladas de acero.
- La estructura metálica de refuerzo pesa el doble de la estructura metálica de la Torre Eiffel.
- Se usará un volumen de concreto equivalente a 44 piscinas olímpicas.
- Las plantas de oficinas tendrán una altura entrepiso de 4,2 m.[12]

## Evolución de la construcción

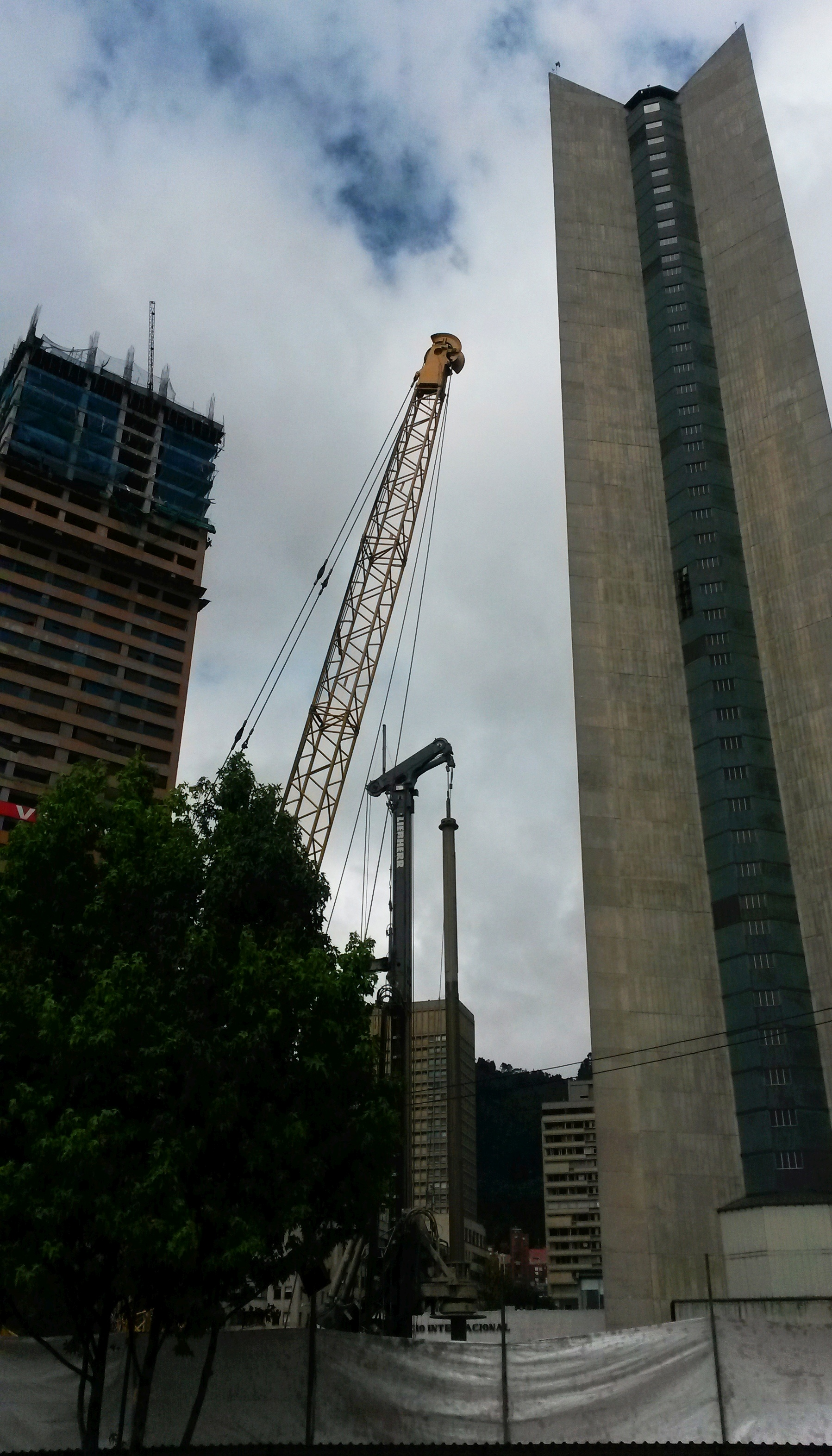
Proceso de cimentación, mayo de 2015.
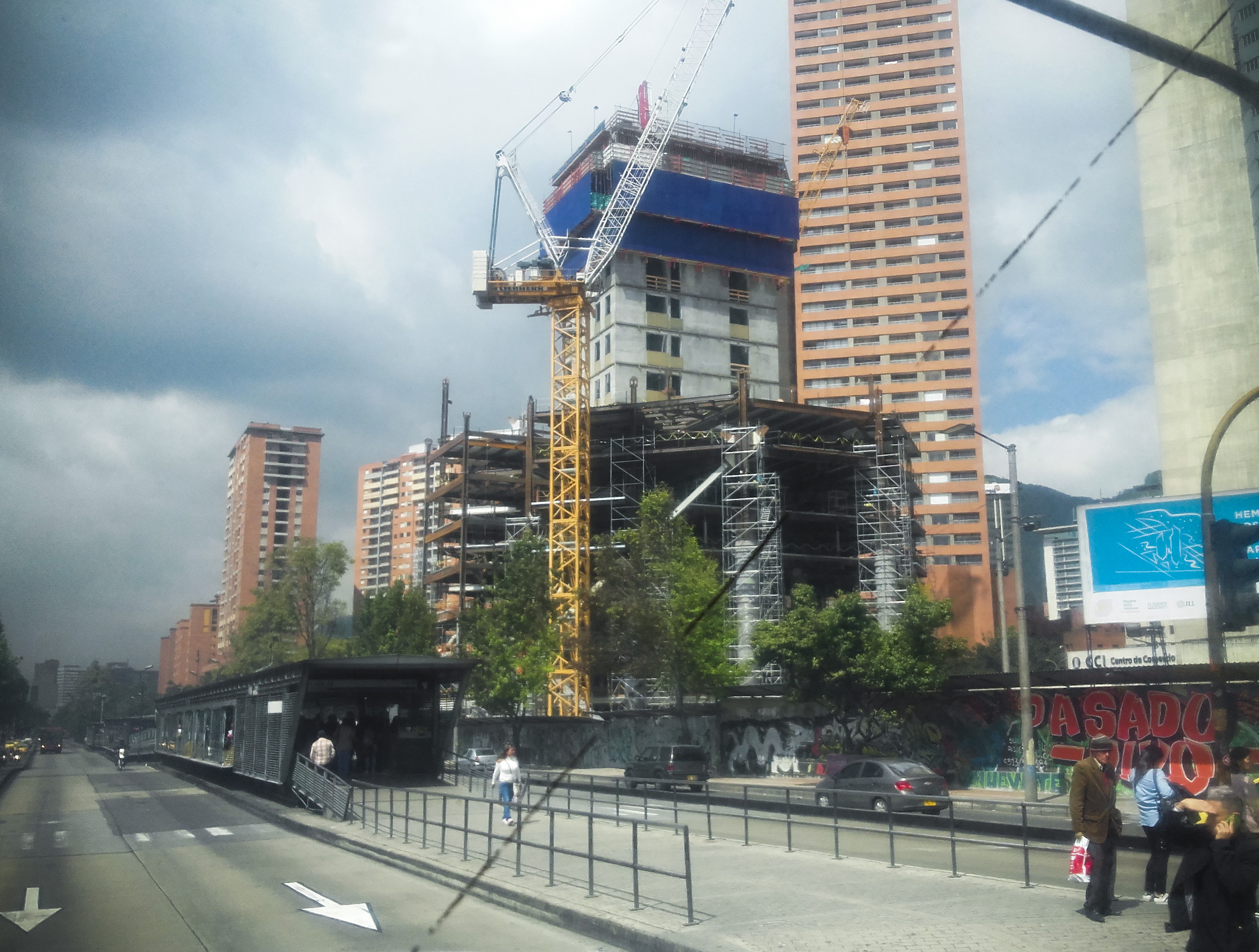
Construcción piso 16 del núcleo central y 8 de la estructura metálica (torre norte), septiembre de 2017.
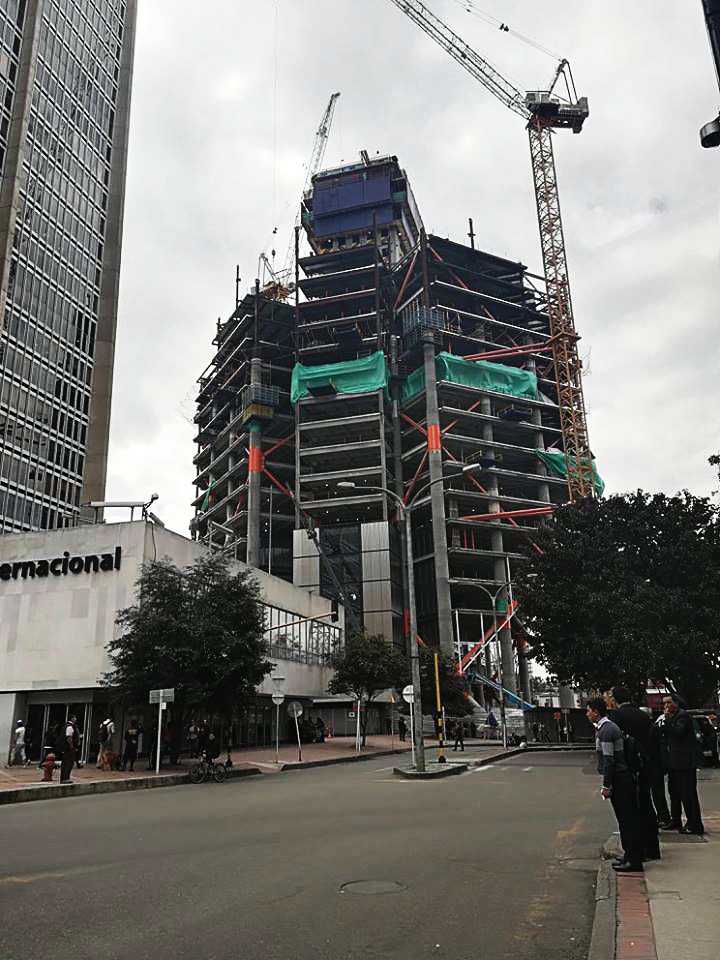
Construcción piso 24 del núcleo central y 18 de la estructura metálica (torre norte), enero de 2018.
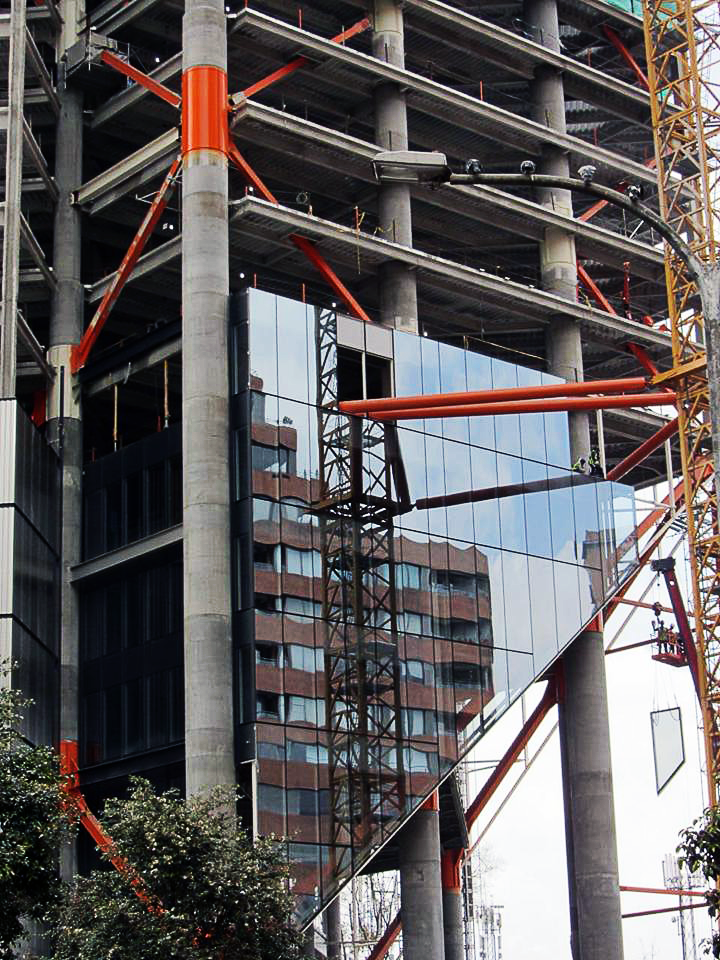
Instalación de fachada piso 6 (torre norte), febrero de 2018.
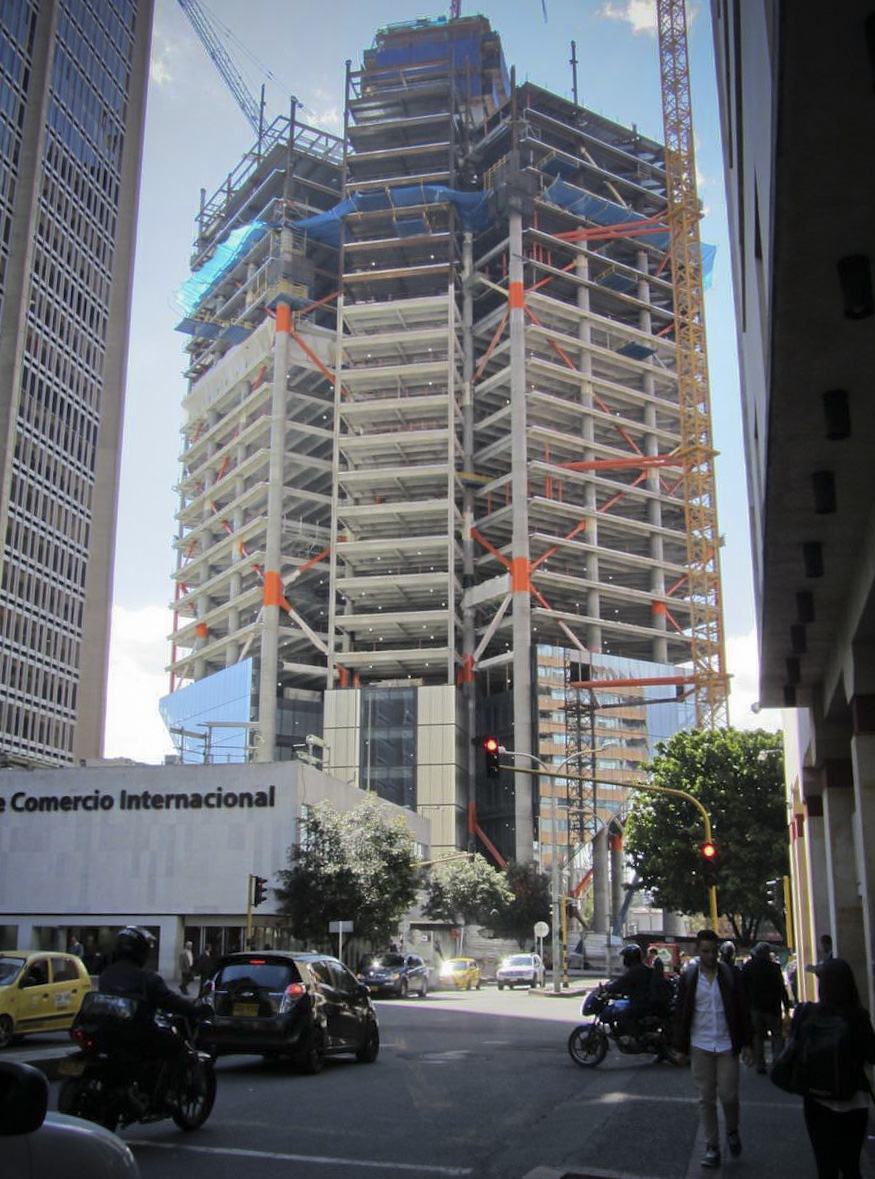
Construcción piso 29 del núcleo central y 25 de la estructura metálica (torre norte), marzo de 2018.
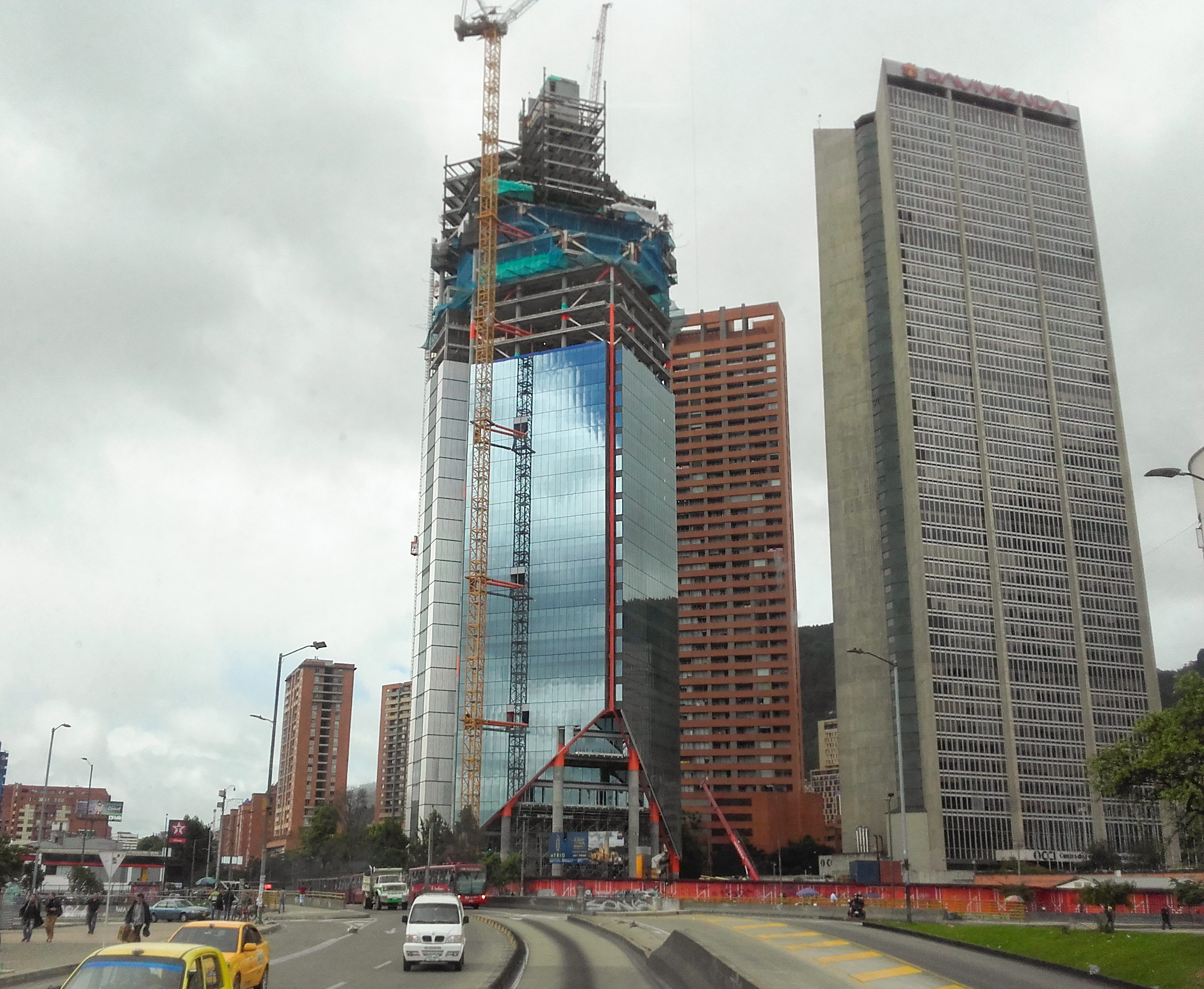
Construcción piso 43 del núcleo central y 35 de la estructura metálica (torre norte), julio de 2018.
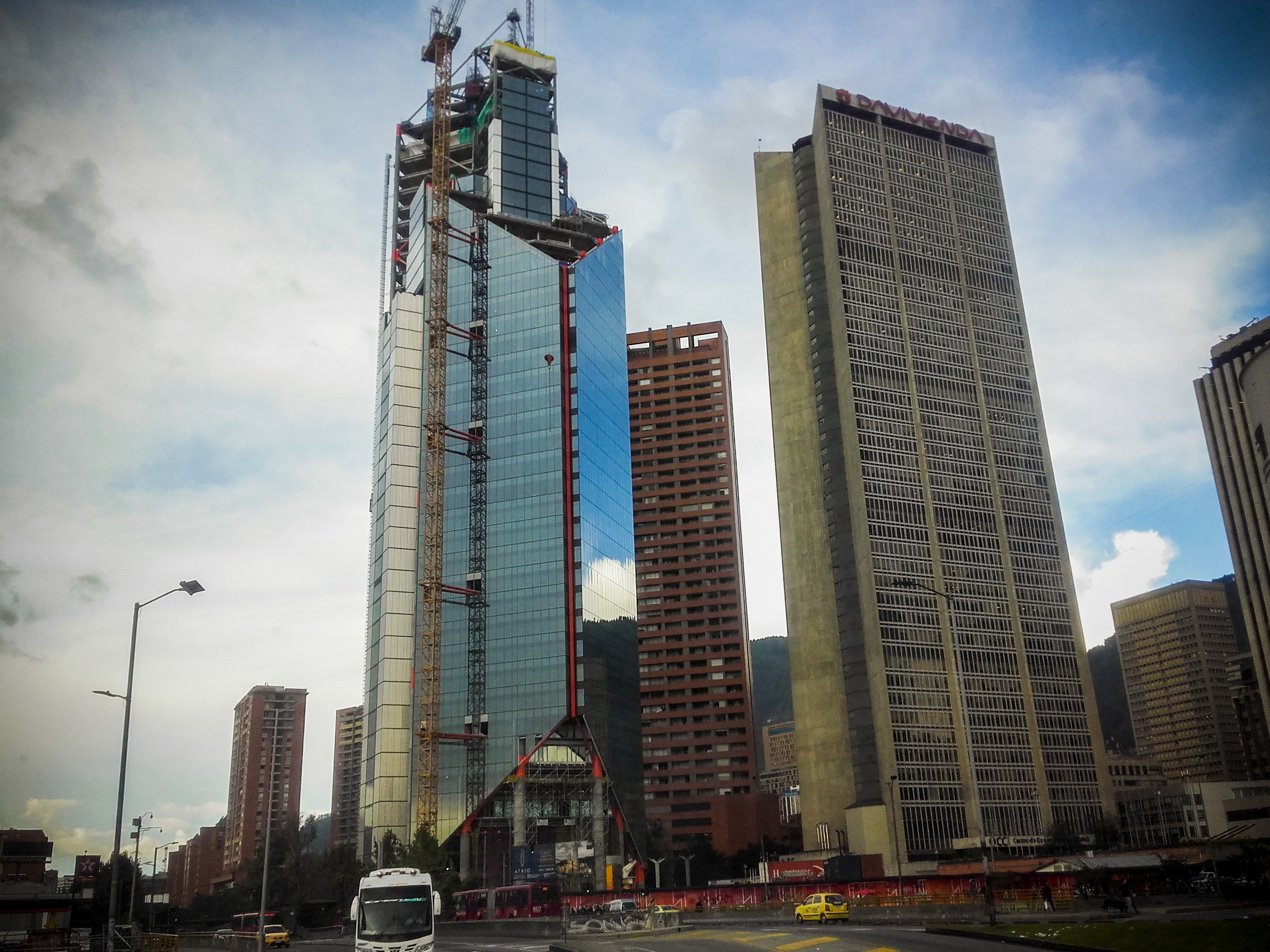
Instalación de fachada y acabados (torre norte), octubre de 2018.
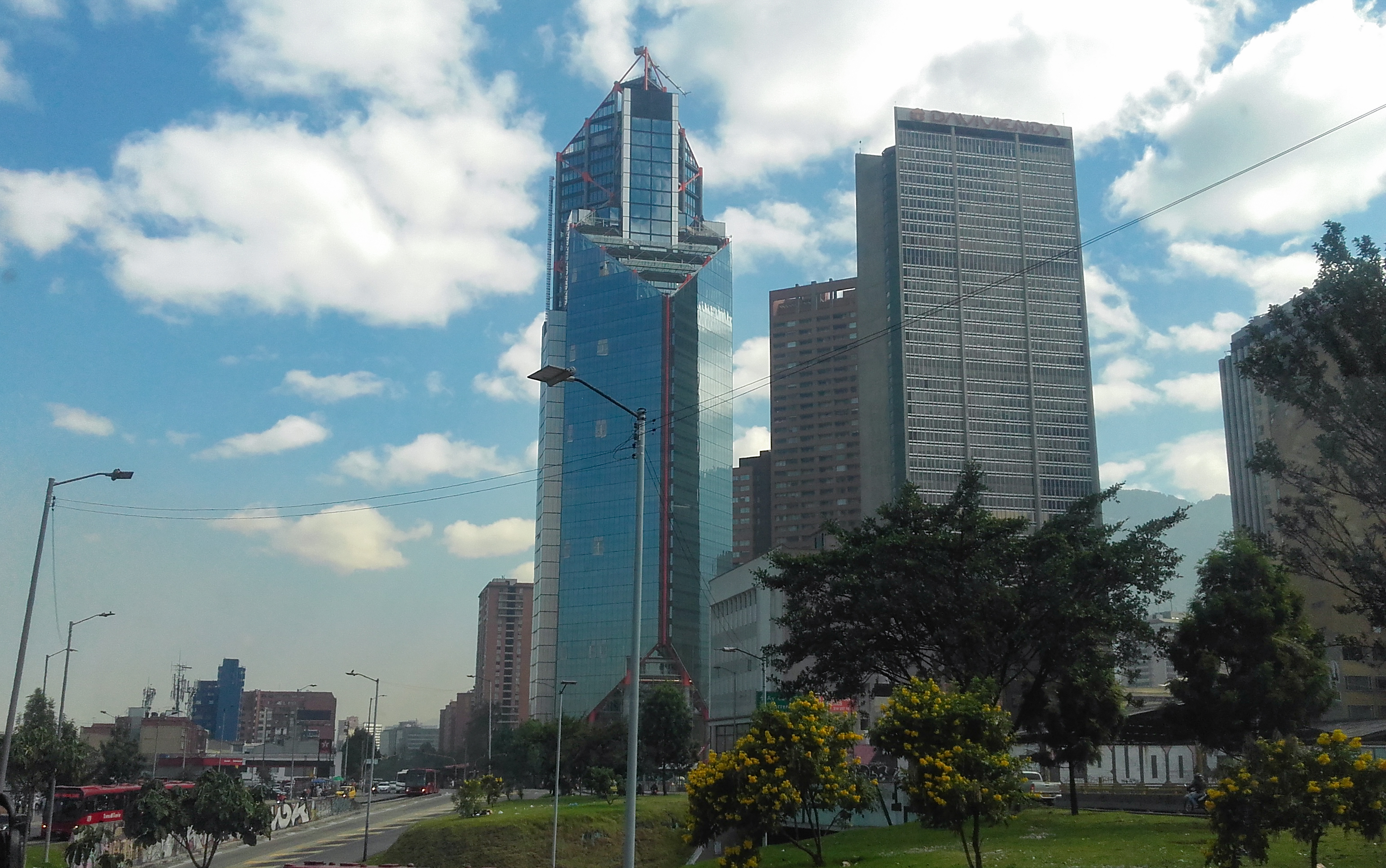
Acabados (torre norte), febrero de 2019.
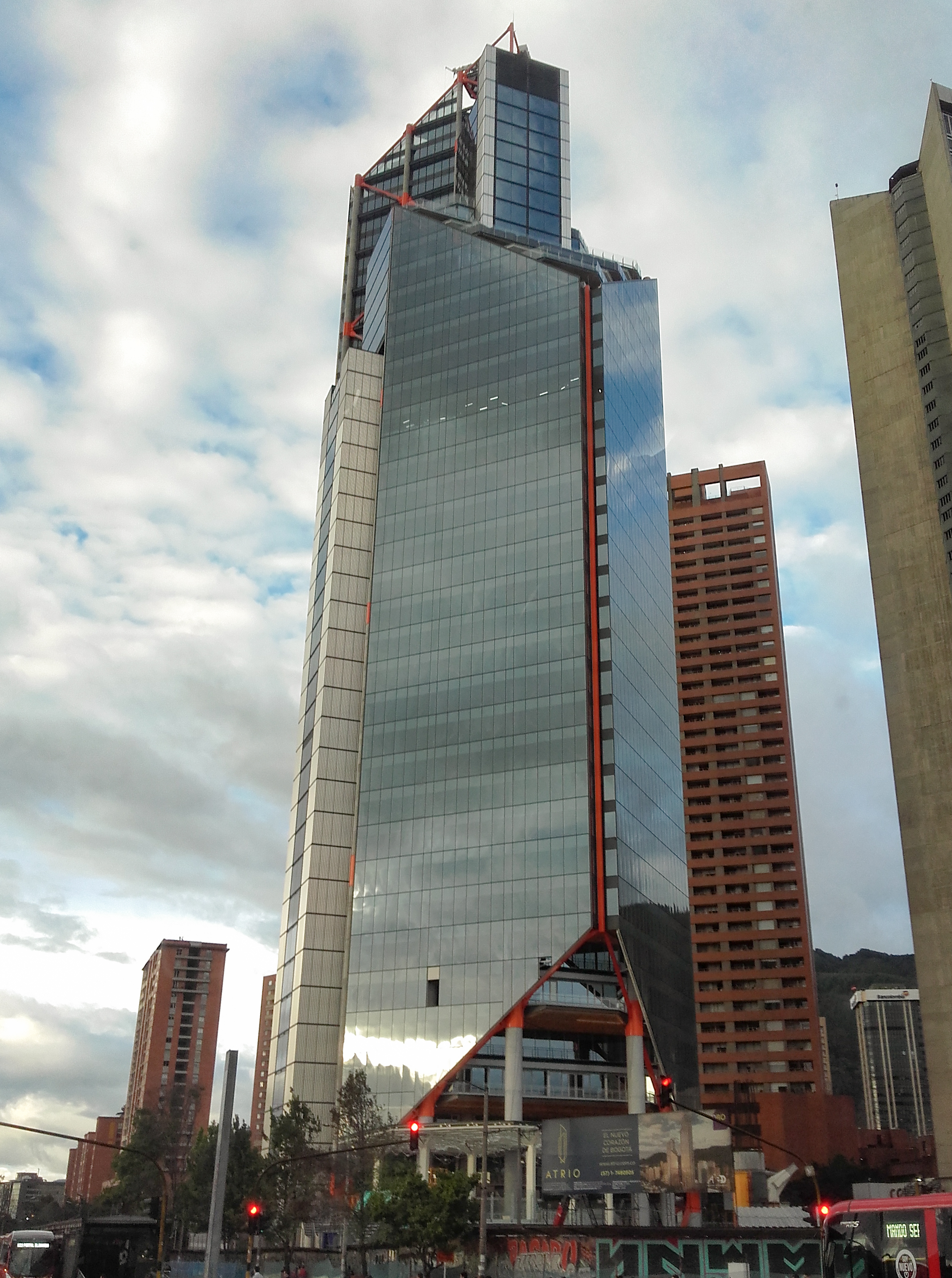
Acabados (torre norte), agosto de 2019.